# Penelles
Penelles è un comune spagnolo di 519 abitanti situato nella comunità autonoma della Catalogna.